# Rotanev
Rotanev (β Delphini, Beta Delphini) è un sistema binario della costellazione del Delfino. Le due stelle del sistema furono per la prima volta risolte dall'astronomo Niccolò Cacciatore, assistente del più famoso Giuseppe Piazzi (scopritore di Cerere).
Sualocin (α Delphini) e Rotanev (β Deplhini) formano un sistema binario apparente. In realtà Sualocin dista, dalla Terra, circa 2,5 volte rispetto a Rotanev.

## Caratteristiche di Rotanev
- magnitudine: 3.62
- distanza dalla Terra: 97 anni luce

I due componenti del sistema binario presentano caratteristiche molto simili: temperatura superficiale di 6500 kelvin, tipo spettrale F5. La distanza fra le due componenti è minima: 13 UA circa. Tale distanza, dalla Terra, corrisponde a una separazione angolare di soli 0,65 arcosecondi (ovvero le dimensioni angolari di una moneta da 1 centesimo vista alla distanza di 10 chilometri).
La distanza media tra le due componenti è di 13 U.A., mentre il periodo orbitale è di 26,7 anni.

## Origine del nome
Il misterioso nome Rotanev, così come quello di α Delphini (Sualocin), comparve per la prima volta nel catalogo stellare di Palermo del 1814. Con un lavoro quasi da detective, l'astronomo inglese del XIX secolo Thomas Webb scoprì l'origine di questi due nomi alquanto bizzarri: non erano altro che il nome (Nicolaus) e il cognome (Venator) latinizzati e scritti al contrario dell'assistente del famoso astronomo Giuseppe Piazzi, Niccolò Cacciatore (Nicolaus Venator).